# Calocarides rostriserratus
Calocarides rostriserratus är en kräftdjursart som först beskrevs av Andrade och Baez 1977.  Calocarides rostriserratus ingår i släktet Calocarides och familjen Axiidae. Inga underarter finns listade i Catalogue of Life.